# 坂本秀行
坂本 秀行（さかもと ひでゆき、1956年4月15日 - ）は日本の自動車技術者、実業家。日産自動車取締役執行役副社長、ジヤトコ取締役会長、愛知機械工業取締役会長、日産自動車九州取締役会長、三菱自動車工業取締役、自動車技術会会長、日本自動車研究所理事長、日本インダストリアル・エンジニアリング協会会長。

## 来歴・人物
東京都杉並区出身。桐朋高等学校を経て、1980年東京工業大学工学部機械物理工学科卒業。大学在学中は、ラテンジャズビックバンド・東京工業大学ロスガラチェロスに所属しウッドベースを担当した。坂田勝研究室出身。
大学卒業後、日産自動車入社、荻窪事業所配属。カルソニック出向、車両技術本部ボデー実験部主担、ルノーブラジル出向、日産テクニカルセンターノースアメリカ出向、第三車両開発本部車両開発主管、Nissan PV第一製品開発本部車両開発主管等を経て、2008年執行役員Nissan PV第一製品開発本部担当。2009年執行役員共通プラットフォーム&コンポーネンツアライアンス担当。2012年常務執行役員生産技術本部担当。
2014年日産自動車取締役副社長製品開発担当に昇格。2018年取締役副社長生産事業担当、日産自動車九州取締役会長、愛知機械工業取締役会長、ジヤトコ取締役会長、自動車技術会会長、日本自動車研究所代表理事・理事長、日本インダストリアル・エンジニアリング協会会長。2019年日産自動車執行役副社長、三菱自動車工業取締役。2020年日産自動車取締役執行役副社長。